# Local Motors

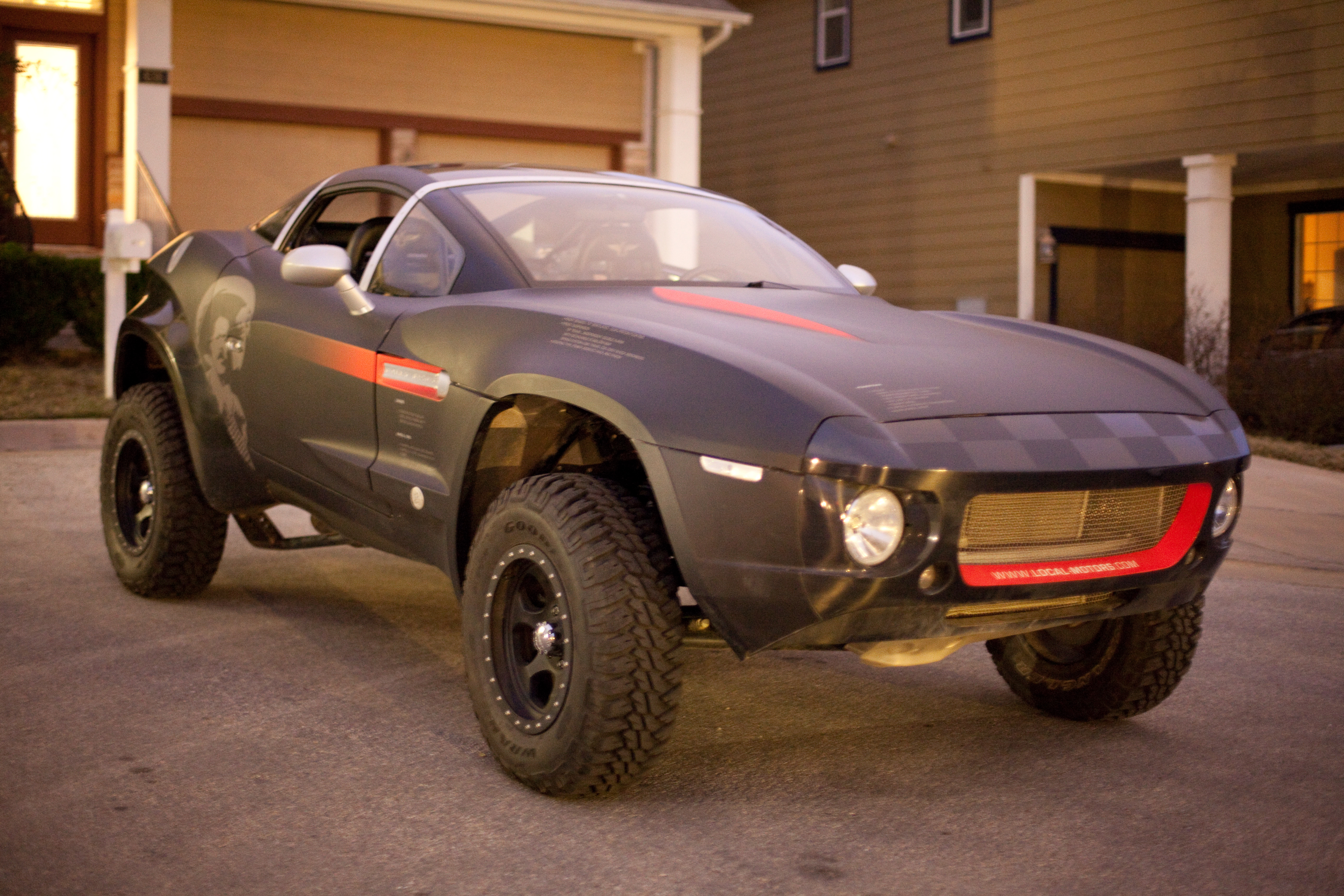
Rally Fighter von Local Motors

Local Motors war ein US-amerikanischer Automobilhersteller, zu dessen Kernprinzipien der Einsatz von Techniken wie Open Source und Crowdsourcing gehörte.

## Beschreibung
Das Unternehmen wurde 2007 von Jay B. Rogers gegründet. Vorschläge für Design und die Technik der Fahrzeuge werden komplett in einer Online-Community mit über 30.000 Mitgliedern erstellt, gesammelt und abgestimmt. Alle Entwicklungsschritte werden als einzelne Wettbewerbe ausgeschrieben. Weitere genutzte moderne Techniken sind 3D-Drucker zur Erstellung von Prototypen und der Verzicht auf eine herkömmliche Lackierung zugunsten einer Klebefolie. Die entstehenden Fahrzeugpläne werden als Open Source unter freier Lizenz veröffentlicht und verbinden neue Chassis-Designs mit bereits existierenden Komponenten wie Motoren und Lichtanlagen von etablierten Herstellern. Das im Namen angedeutete Grundprinzip sieht vor, dass Kunden ihre eigenen Fahrzeuge in „Micro-Factory“ genannten Werkstätten unter Anleitung von Fachpersonal selbst zusammensetzen.
In einer ersten Micro-Factory in Chandler (Arizona) wurde seit 2010 als erstes marktreifes Produkt das Offroad-Fahrzeug Rally Fighter gebaut. Bis Januar 2013 wurden 60 dieser Wagen zu einem Preis zwischen 50.000 und 75.000 US-Dollar verkauft.
2012 und 2013 veranstaltete das Unternehmen in Zusammenarbeit mit der deutschen BMW Group einen Ideen-Wettbewerb namens „Urban Driving Experience Challenge“.
Im Januar 2022 stellte das Unternehmen seinen Betrieb ein.